# Corupella
Corupella is een kevergeslacht uit de familie van de boktorren (Cerambycidae). De wetenschappelijke naam van het geslacht werd voor het eerst geldig gepubliceerd in 2007 door Martins & Napp.

## Soorten
Corupella is monotypisch en omvat slechts de volgende soort:
- Corupella asperata Martins & Napp, 2007